# (8973) Pratincola
(8973) Pratincola (3297 T-2) – planetoida z pasa głównego asteroid okrążająca Słońce w ciągu 3,71 lat w średniej odległości 2,39 au. Odkryta 30 września 1973 roku.